# Marta Urbanová
Marta Urbanová, provdaná Daňhelová (* 14. října 1960 České Budějovice, Československo), je bývalá česká pozemní hokejistka, členka stříbrného československého družstva na olympiádě v Moskvě v roce 1980. V 80. letech 20. století patřila k hlavním oporám budějovického Meteoru.